# S.Kodikulam
S.Kodikulam là một thị xã panchayat của quận Virudhunagar thuộc bang Tamil Nadu, Ấn Độ.

## Nhân khẩu
Theo điều tra dân số năm 2001 của Ấn Độ, S.Kodikulam có dân số 11.975 người. Phái nam chiếm 50% tổng số dân và phái nữ chiếm 50%. S.Kodikulam có tỷ lệ 46% biết đọc biết viết, thấp hơn tỷ lệ trung bình toàn quốc là 59,5%: tỷ lệ cho phái nam là 55%, và tỷ lệ cho phái nữ là 37%. Tại S.Kodikulam, 12% dân số nhỏ hơn 6 tuổi.